# Rubavu (Sektor)
Rubavu (Kinyarwanda Umurenge wa Rubavu) ist einer von zwölf Sektoren im Distrikt Rubavu in der Westprovinz von Ruanda.

## Geographie
Rubavu hat eine Fläche von 25,7 km². Der Sektor grenzt im Norden an Cyanzarwe, im Osten Nyakiriba, im Südosten Rugerero und im Südwesten Gisenyi. Er unterteilt sich in die sieben Zellen Buhaza, Burinda, Byahi, Gikombe, Murambi, Rubavu und Rukoko.

## Bevölkerung
Nach Stand der Volkszählung von 2022 liegt die Einwohnerzahl bei 80.107. Zehn Jahre zuvor waren es 42.394, was einem jährlichen Bevölkerungszuwachs von 6,6 Prozent zwischen 2012 und 2022 entspricht.

## Verkehr
Durch den Sektor verläuft die Nationalstraße 18.